# فرانتس لودویگ فیک
فرانتس لودویگ فیک (۱۸ می ۱۸۱۳–۳۱ دسامبر ۱۸۵۸) استاد کالبدشناسی در دانشگاه ماربورگ بود.